# Naissance en 1119
Naissance
- 1115
- 1116
- 1117
- 1118
- 1119
- 1120
- 1121
- 1122
- 1123

Cette page dresse une liste de personnalités nées au cours de l'année 1119 :
- 28 février : Jin Xizong, empereur de la dynastie Jin.
- 7 juillet : Sutoku, 75e empereur du Japon.

- Aldebrandus (en), évêque de Fossombre (en) et saint de l’Église catholique.
- Ahmed-Al-Kabeer (en), enseignant soufi.
- Tancrède de Bari, prince normand du royaume de Sicile, prince de Bari et de Tarente.

date incertaine (vers 1119)
- Guillaume III de Warenne, 3e comte de Surrey.

## Crédit d'auteurs
- Cet article est partiellement ou en totalité issu de l'article intitulé « 1119 » (voir la liste des auteurs).